# Alfred Renaudin
Pour les articles homonymes, voir Renaudin.
Alfred Renaudin, né le 3 juin 1866 à La Neuveville-lès-Raon, mort le 7 novembre 1944 à Fontannes, est un artiste peintre français. 

## Biographie
Peintre paysagiste, il peint également à la barbotine pour la Faïencerie de Lunéville-Saint-Clément Keller et Guérin .
Il achète en 1906 une maison dite Villa Ambiel aux no 49, 51 de la rue Pasteur à Nancy, demeure construite en 1902 par Lucien Bentz pour madame Georges Ambiel, de style École de Nancy et inscrite au titre des monuments historiques par arrêté du 11 mai 1981.
Décédé à Fontannes, en Haute-Loire, il est inhumé au cimetière de Val-et-Châtillon,.

## Expositions
- Alfred Renaudin (1866-1944). Les couleurs de la Lorraine, Château de Lunéville , 1er juillet 2015 au 20 septembre 2015[7]
- Alfred Renaudin (1866-1944). Alfred Renaudin : 1866-1944, Musée d'art et d'histoire Michel Hachet de Toul, 10 octobre 2020 au 21 juin 2021